# Lucille Bogan
Lucille Bogan (Amory, 1 de abril de 1897 – Los Angeles, 10 de agosto de 1948) foi uma cantora e compositora de blues clássico, uma das primeiras cantoras do gênero a gravar um disco. Também gravou com o pseudônimo de Bessie Jackson. 
Era considerada um dos três grandes nomes do blues na época, ao lado de Ma Rainey e Bessie Smith. Muitas de suas canções foram depois regravadas por outros cantores e músicos de jazz. Algumas delas eram sexualmente explícitas, o que alguns críticos chamavam de "dirty jazz".

## Biografia
Lucile nasceu como Lucille Anderson em Amory, no Mississippi, em 1897, mas cresceu e se criou em Birmingham, no Alabama. Em 1914, casou-se com um funcionário de uma ferrovia, Nazareth Lee Bogan, com quem teve um filho que nasceu em 1915 ou 1916. O casal viria a se divorciar posteriormente e ela se casou então com James Spencer, 22 anos mais novo que ela.
Sua carreira começou gravando músicas de shows de vaudeville para a Okeh Records, em Nova Iorque, em 1923, com o pianista Henry Callens. Depois gravou com a Pawn Shop Blues, em Atlanta, a primeira vez que uma cantora negra de blues gravou fora dos circuitos de Chicago e Nova Iorque. Seu primeiro grande sucesso foi Sweet Petunia.
Por volta de 1930, suas músicas falavam de bebida e sexo, como Sloppy Drunk Blues e Tricks Ain't Walkin' No More. Temas como prostituição, lesbianismo, piadas com sexo, eram parte de suas composições, algumas delas regravadas por nomes grandes do blues e do jazz, como B. B. King. em 1933, de volta a Nova Iorque, Lucille começou a usar o nome de Bessie Jackson para gravar com a Banner Records, selo da ARC. No piano, era acompanhada por Walter Roland, com quem gravou mais de 100 músicas entre 1933 e 1935, incluindo vários sucessos como "Seaboard Blues", "Troubled Mind" e "Superstitious Blues".

## Morte
Não há registros de músicas gravadas por Lucille depois de 1935. Ela foi a agente da banda de hazz de seus filho, os Bogan's Birmingham Busters, por um tempo, antes de se mudar para Los Angeles. Lucille morreu em 10 de agosto de 1948, devido à arteriosclerose, aos 51 anos e foi sepultada no Cemitério Lincoln Memorial Park em Compton, na Califórnia.